# 三浦力
三浦 力（みうら りき、1983年10月17日 - ）は、日本の元俳優である。
広島県出身。元スターダストプロモーション所属。妻はモデルの山本優希。義兄は馬主の山本剛史（俳優の山本剛史と別人）。義父は実業家で馬主でフィールズ会長の山本英俊。

## 略歴
2005年、芸能界デビュー。2007年、スーパー戦隊シリーズ『獣拳戦隊ゲキレンジャー』にて深見ゴウ / ゲキバイオレット役を演じる。
2010年9月3日、自身のブログにてモデルの山本優希との結婚を発表。すでに山本は妊娠5ヶ月だということが判明。同年9月23日、挙式をあげた。
2011年1月28日、第一子女児誕生。2012年7月9日に第二子女児誕生。
2012年、映画『宇宙刑事ギャバン THE MOVIE』にて、日向快 / 宇宙刑事シャリバン役を演じ、スーパー戦隊とメタルヒーロー（宇宙刑事）の2人のヒーローを経験。2014年には同役で、初の主演を務めた。
2018年3月10日、自身のブログ内で「兼ねてより抱いていた別の道を目指すため、3月末日で俳優業を引退する」と発表した。

## 人物
- 3人姉弟（姉が2人）の末っ子で長男。
- 小型船舶一級免許の資格を持っている[1]。高校3年の夏に父親の勧めで取得。ただしペーパードライバー。
- 日本語さえもあまり分からない2、3歳のころから映画好きの両親と毎日映画を見ていた。それ以来ずっと映画好き。
- 小学校から高校まで野球をやっていた。
- 『ここはグリーン・ウッド〜青春男子寮日誌〜』の撮影前に池田光流を演じるために5kgのダイエットをした。また、池田光流がドSキャラで、自分も同じSキャラと言っている。
- 小さいころからネコ好き。捨てネコを見つけると、自宅から毛布を持っていってお世話するということを小学生のときから繰り返していた。最後に捨てネコを拾ったのは高校2年のとき。
- 実家ではネコ（名前：ニャロ、クー、トラミ 他、計7匹）、イヌ（名前：ハグ）を飼っており、帰省した際のブログに登場することがある。
- 原宿のストーンショップで買ったパワーストーンのブレスレットを大切にしており、雑誌の撮影などでも身につけていることがある。
- 今まで女の子に言われて一番傷ついた言葉は「信用できない」。芸能界で仕事をしていることが理由。
- 中学生のときに青春18きっぷを買って、友だちと何時間もかけて電車で地元（広島）から関東方面まで旅に出たことがある。お金がなく途中野宿もした。帰宅後は当然親に怒られたが、青春の楽しい思い出となったと語っている。
- 『ゲキレンジャー』以前の戦隊シリーズや平成仮面ライダーシリーズのオーデションを過去に3、4回受けたが落選していたという。また同作の初期3人のオーディションも受けていたという[2]。

## 出演

### テレビドラマ
- 輪舞曲 第1話「めぐりあい…愛と哀しみと宿命の二人」（2006年1月15日、TBS）
- 土曜ワイド劇場 おとり捜査官・北見志穂（テレビ朝日） - 安浦刑事 役
  - 10（2006年5月6日）
  - 11（2006年12月2日）
  - 12（2007年8月4日）
- 獣拳戦隊ゲキレンジャー（2007年、テレビ朝日） - 深見ゴウ / ゲキバイオレット 役
- ここはグリーン・ウッド〜青春男子寮日誌〜（2008年7月6日 - 9月28日、TOKYO MXほか） - 池田光流 役
- 桃色日記シリーズ 第2話「イキオイ恋愛中」（2009年3月9日、BS11） - たく兄 役
- 本音バナナ（2009年4月5日、フジテレビ）
- 土曜ワイド劇場　弁護士・森江春策の裁判員法廷（2009年8月1日、テレビ朝日） - 桐石響樹 役
- 美丘-君がいた日々- 第1話「私あとどれ位生きられますか? 命と恋…そして家族」（2010年7月10日、日本テレビ）
- 科捜研の女 第10シリーズ 第8話（2010年9月2日、テレビ朝日） - 永田佳和 役
- 戦国★男士（2011年10月1日 - 2012年3月24日、テレビ神奈川ほか） - 北条氏直 / 味噌汁くん 役
- さばドル（2012年1月14日 - 4月7日、テレビ東京） - 田端剛男 役
- もう一度君に、プロポーズ（2012年4月20日 - 6月22日、TBS） - 三田力 役
- 安堂ロイド〜A.I. knows LOVE?〜 第3話（2013年10月27日、TBS） - ボルタ 役
- 松本清張二夜連続ドラマスペシャル・第二夜 松本清張「霧の旗」（2014年12月7日、テレビ朝日） - 刑事 役
- 破門 第6・8話（2015年2月20日・3月6日、BSスカパー!） - 久保恭介 役
- 民王 第5話（2015年8月28日、テレビ朝日） - アグリトラディショナル社員 役
- 釣りバカ日誌〜新入社員 浜崎伝助〜（2015年10月23日 - 12月11日、テレビ東京） - 石見聡史 役
- 山本周五郎人情時代劇 第8話「あだこ」（2016年1月12日、BSジャパン） - 曾我十兵衛 役
- 月曜名作劇場 警視庁南平班〜七人の刑事〜9（2016年7月11日、TBS） - 藤丸達也 役

### 映画
- 劇場版 炎神戦隊ゴーオンジャーVSゲキレンジャー（2009年1月24日、東映） - 深見ゴウ / ゲキバイオレット 役
- 華鬼 三部作（ジョリー・ロジャー） - 貢国一 役
  - 華鬼×神無編（2009年11月21日）
  - 麗二×もえぎ編（2009年11月28日）
  - 響×桃子編（2009年12月5日）
- イエローキッド（2010年1月30日、ユーロスペース） - 橋本 役
- ナチュラル・ウーマン2010（2010年4月17日、ゴー・シネマ）
- 映画版 ふたりエッチ（2011年6月18日、AMGエンタテインメント） - 小野田真 役
- 桜並木の満開の下に（2012年10月5日、東京テアトル / オフィス北野）
- 宇宙刑事ギャバン THE MOVIE（2012年10月20日、東映） - 日向快 / 宇宙刑事シャリバン 役
  - 仮面ライダー×スーパー戦隊×宇宙刑事 スーパーヒーロー大戦Z（2013年4月27日、東映） - 日向快 / 宇宙刑事シャリバン 役
- リュウセイ（2013年11月16日、サモワール）
- クローズEXPLODE（2014年4月12日、東宝）
- 新宿スワンII（2017年1月21日、ソニー・ピクチャーズ エンタテインメント）

### 舞台
- 黒蜥蜴（2005年4月 - 6月）
- 愛の賛歌（2006年4月 - 6月）
- 髑髏城の七人（2011年8月 - 10月） - 黒平 役

### CM
- 紳士服のコナカ「夏のバーゲン」（2007年）

### オリジナルビデオ
- 獣拳戦隊ゲキレンジャーVSボウケンジャー（2008年3月21日、東映ビデオ） - 深見ゴウ / ゲキバイオレット 役
- 宇宙刑事 NEXT GENERATION（東映ビデオ） - 主演・日向快 / 宇宙刑事シャリバン 役
  - 宇宙刑事シャリバン NEXT GENERATION（2014年10月10日）
  - 宇宙刑事シャイダー NEXT GENERATION（2014年11月7日）

### WEB
- ネットドラマ 片桐はいり4倍速『スピリチュアル マイ ライフ』（2009年5月15日 - 31日、ミランカ）
- LISMO Video Recommend『革命ステーション 5＋25』（2009年、au by KDDI） - AD山崎 役
- ネット版 仮面ライダー×スーパー戦隊×宇宙刑事 スーパーヒーロー大戦乙!〜Heroo!知恵袋〜あなたのお悩み解決します!（2013年、東映） - 宇宙刑事シャリバンの声 役

### PV
- shamo feat. K.K「Dear M」（2009年3月25日、ユニバーサル）
- 童子－T「あの頃…feat.CHEMISTRY」（2009年10月14日、ユニバーサル）
- CHEMISTRY「あの日…feat.童子－T」（2009年11月4日、SME）
- misono「僕らスタイル」（2009年11月25日、エイベックス

## 作品

### CD
- 獣拳戦隊ゲキレンジャー キャラクターソングアルバム（2007年12月19日、深見ゴウ（ゲキバイオレット）名義、コロムビアミュージックエンタテインメント）
- ここはグリーン・ウッド〜青春男子寮日誌〜 ヴォーカル・ミニアルバム（2008年10月29日、池田光流名義、アニプレックス）